# Волдрон (Канзас)
Волдрон (енгл. Waldron) град је у америчкој савезној држави Канзас.

## Демографија
По попису из 2010. године број становника је 11, што је 6 (-35,3%) становника мање него 2000. године.
| Група             | 2000.      | 2010.     |
| Белци             | 15 (88,2%) | 9 (81,8%) |
| Афроамериканци    | 0 (0,0%)   | 0 (0,0%)  |
| Азијати           | 0 (0,0%)   | 0 (0,0%)  |
| Хиспаноамериканци | 0 (0,0%)   | 0 (0,0%)  |
| Укупно            | 17         | 11        |